# Coenosia nigridigita
Coenosia nigridigita är en tvåvingeart som först beskrevs av Camillo Rondani 1866.  Coenosia nigridigita ingår i släktet Coenosia och familjen husflugor. Arten har ej påträffats i Sverige. Inga underarter finns listade i Catalogue of Life.